# Комитеты железных дорог
Комитеты железнодорожные — совещательные учреждения, которые первоначально создавались в Российской империи для обсуждения или осуществления проектов постройки отдельных железных дорог. 

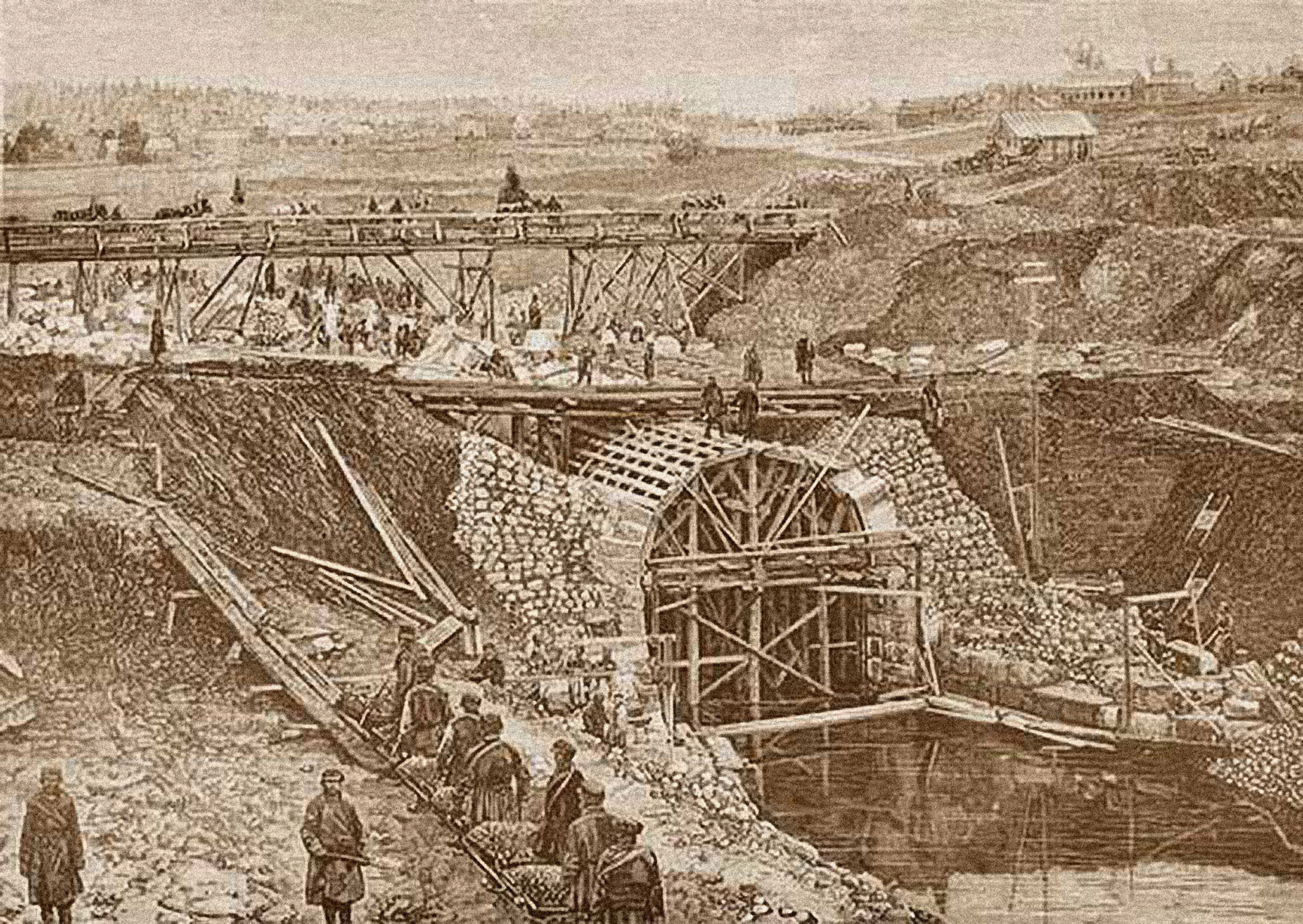
Строительство Николаевской железной дороги

В 1842 году образован был Комитет для устройства Санкт-Петербурго-Московской железной дороги под председательством наследника престола цесаревича Александра Николаевича, закрытый в 1858 году. 
В 1855 году был учрежден Комитет для определения основных начал условий на сооружение железных дорог частными компаниями. В 1858 году образован комитет железных дорог для предварительного обсуждения главных мер и положений по частным железным дорогам; заключения Комитета вносились на Высочайшее усмотрение. 
Председатель и члены Железнодорожного комитета назначались Высочайшей властью; непременными членами считались министры финансов и министры путей сообщения. Комитет железных дорог упразднен в 1874 году. 
С 1870 по 1873 год существовал еще особый Комитет для наблюдения за постройкой в России узколинейных (узкоколейных) железных дорог и для разрешения важнейших вопросов в отношении постройки и эксплуатации железных дорог.
Комитет Сибирской железной дороги (1892—1905) был учрежден указом от 10 декабря 1892 года для общего руководства строительством Транссибирской магистрали и различными дополнительными мероприятиями по развитию прилежащих к магистрали территорий. Для предварительного рассмотрения законодательных дел, подлежащих представлению на Высочайшее усмотрение, через общее собрание государственного совета, составлялось каждый раз, с особого Высочайшего разрешения, соединенное присутствие из членов комитета и соответствующего департамента государственного совета. 
Председателем Комитета Сибирской железной дороги в 1892 году был назначен был наследник престола Николай Александрович, по вступлении на престол он оставил за собой председательство в Комитете. Поэтому в тех случаях, когда заседания Комитета происходили в Высочайшем присутствии, некоторые статьи учреждения Комитета Сибирской железной дороги, касающиеся порядка действий Комитета, естественно теряли свое значение, и движение дел упрощалось. Членами комитета являлись: председатель Комитета министров, министры финансов, внутренних дел, земледелия и государственных имуществ, путей сообщения, военный и морской. Управляющий делами назначен А. Н. Куломзин.
До середины мая 1895 года Комитет провёл 23 заседания. Журналы заседаний Комитета были опубликованы в периодической печати. 

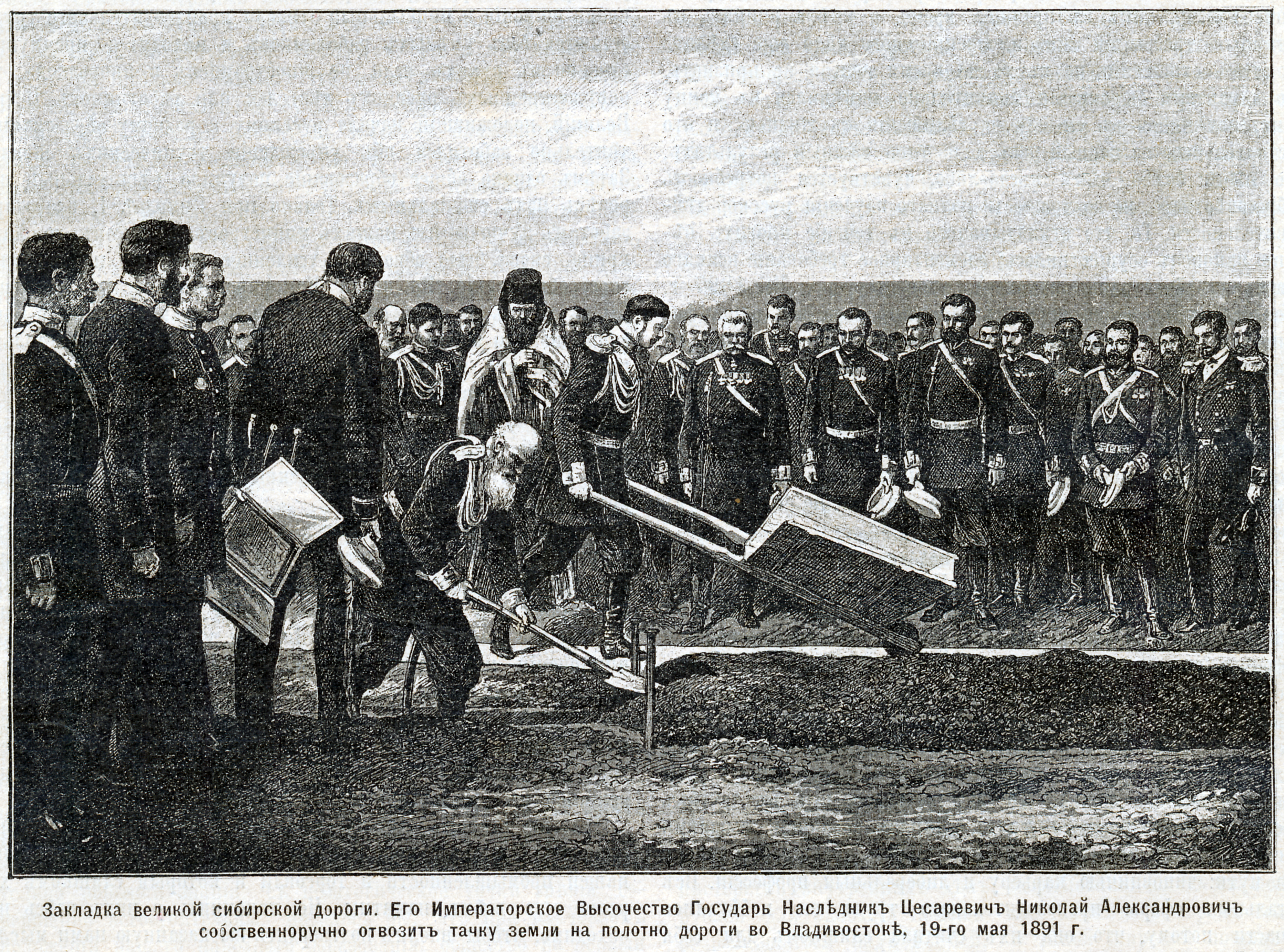
Церемония закладки Сибирской железной дороги цесаревичем Николаем Александровичем во Владивостоке

По высшим исполнительным делам, требующим Высочайшего разрешения, постановления Комитета представлялись на Высочайшее утверждение непосредственно. По всем прочим вопросам, вносимым на рассмотрение Комитета, только единогласные постановления его приводились в исполнение без испрошения на то Высочайшего утверждения. Делопроизводство по Комитету было сосредоточено в канцелярии Комитета министров, а управление делами возложено на управляющего делами последнего. 
Положения Комитета приводились в исполнение министрами по принадлежности. Председатель и вице-председатель Комитета назначались Высочайшей властью; членами Комитета являлись министры внутренних дел, земледелия и государственных имуществ, финансов, путей сообщения, военный, управляющий морским министерством и государственный контролер. 
С упразднением Комитета железных дорог его функции были переданы Комитету министров.